# Aftenland
Aftenland is een studioalbum van Jan Garbarek en Kjell Johnsen. De muziek laat een mengeling horen van jazz, new agemuziek en klassieke muziek. Met name het bespelen van het pijporgel gaf de muziek een klassiek en devoot tintje. Het was de voorbode van wat uiteindelijk Garbarek’s grootste succes zou worden, zijn begeleiding van middeleeuwse kerkmuziek. De muziek vroeg destijds al om een afwijkende opnameplek. Garbareks muziek was tot dan toe opgenomen in “normale” geluidsstudio’s, maar dit album is opgenomen in de Engelbrektskyrkan in Stockholm. Het gaf het album een ruimtelijke sfeer.

## Musici
- Jan Garbarek – tenorsaxofoon, sopraansaxofoon, houten fluit
- Kjell Johnsen – pijporgel

## Muziek

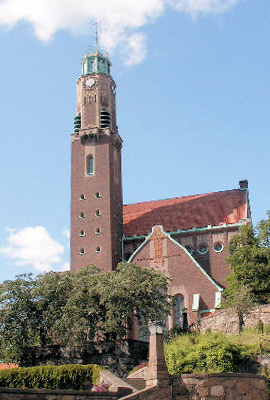
Engelbrektskyrkan

De muziek is van beide heren

| Nr. | Titel     | Duur |
| --- | --------- | ---- |
| 1.  | Aftenland | 7:15 |
| 2.  | Syn       | 6:41 |
| 3.  | Linje     | 1:58 |
| 4.  | Bue       | 2:04 |
| 5.  | Enigma    | 3:31 |
| 6.  | Kilden    | 7:33 |
| 7.  | Spill     | 4:21 |
| 8.  | Iskirken  | 6:47 |
| 9.  | Tegn      | 4;54 |